# Лендс-Энд
Лендс-Энд (англ. Land's End, корнск. Pedn an Wlas, буквально — «Край земли») — скалистый мыс на юго-западе Великобритании.

## География
Лендс-Энд расположен на крайнем западе Корнуолла на территории деревни Сеннен, в 13 км от Пензанса, это самая западная точка английской части острова Великобритания. Из территории Англии западнее мыса расположен лишь небольшой архипелаг Силли и группа скал Лонгшипс.
Примерно в 5 км восточнее расположен аэропорт Лендс-Энд.

## Достопримечательности
Маршрут от Лендс-Энда до Джон-о'Гротс, самой северной деревни острова (1349 км), популярен при проведении разного рода акций, пробегов и прочих мероприятий.